# Sørfjorden (Brønnøy)
 For alternative betydninger, se Sørfjorden. (Se også artikler, som begynder med Sørfjorden)
Sørfjorden er en fjordarm af Velfjorden i Brønnøy kommune i Nordland fylke i Norge. Fjorden er 10 kilometer lang, og går fra indløbet ved Vandalsvika mod syd til Høliaunet i bunden af fjorden. På vestsiden af fjorden ligger bygden Seterlandet. Længere inde bliver fjorden betragtelig smallere, og ved Trongsundet krydser fylkesvej 76 fjorden via en 50 meter lang bro. Fjorden fortsætter til Sjøforsen, som er afslutningen på det lakseførende Sausvassdraget.